# Giardini Shalimar (Delhi)

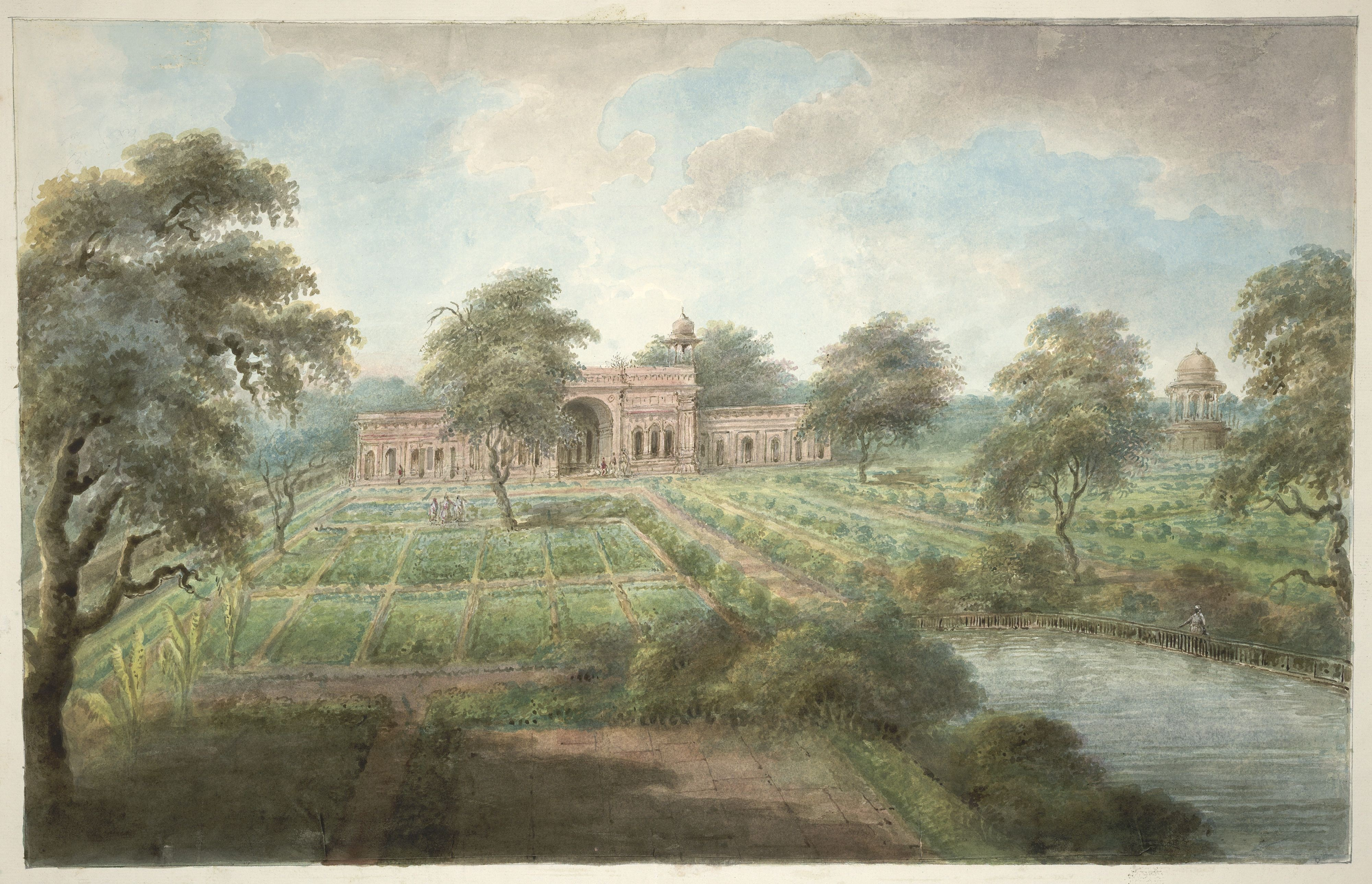
I giardini Shalimar con il Diwan Khana, Delhi, 1814-1815.

I giardini Shalimar - o Shalimar Bagh (Hindi: शालीमार बाग़, Urdu: شالیمار باغ) - sono un insediamento residenziale situato nel distretto di Nordovest di Delhi, in India.

## Storia
Lo Shalimar Bagh fu realizzato per volere dell'imperatore moghul Shah Jahan nel 1653, dodici anni dopo la costruzione - avvenuta sempre per volere del medesimo imperatore - degli omonimi giardini in Lahore, nell'attuale Pakistan. Il giardino, una volta noto come "Azizabad-Bagh", fece anche da scenario, il 31 luglio 1658 per l'incoronazione dell'imperatore DARA SIKOH.. In origine, i giardini ospitavano un palazzo chiamato Sheesh Mahal: Shah Jahan utilizzava tale palazzo come tappa durante i suoi viaggi con la corte al seguito verso il Kashmir, il Punjab o Lahore. 
Il giardino era realizzato secondo le peculiarità tipiche dei giardini moghul ed era corredato da un importante sistema di rifornimento e drenaggio delle acque. L'intero palazzo era decorato con variopinte pitture floreali, alcune delle quali sono ancor oggi visibili sui muri esterni della stanza adiacente alla cisterna. 
Rinomati per la loro bellezza, i giardini ed il palazzo rappresentarono la residenza di campagna preferita dell'imperatore Aurangzeb. Durante il Raj Britannico, Sir David Ochterlony e Lord Metcalfe utilizzarono lo Shalimar Bagh come residenza stiva. Attualmente lo Sheesh Mahal versa in uno serio stato di abbandono.
Durante il XIX ed il XX secolo, i terreni del Bagh, insieme all'annessa località di Adarsh nagar, divennero proprietà della famosa famiglia Zamindar dei beniwal provenienti dal vicino villaggio di pitampura. I fratelli beniwal - Thakurdas beniwal detto "bade babuji" Samhav beniwal"chote babuji"  curarono, insieme al giardino, anche una piantagione di mango e guava. I terreni furono in seguito acquisiti dal Governo indiano come conseguenza del sistema Zamindari. Il ricco giardino fu rimpiazzato da un parco molto più modesto, attualmente utilizzato dagli abitanti della zona come luogo di relax, ed è stato rinominato dalla municipalità 'Thakurdas wala bagh' proprio in onore della famiglia che a lungo lo ebbe in gestione. Ad ogni modo, le tracce dell'origine moghul del giardino sono ancora riconoscibili in alcune zone del parco, sebbene attualmente le principali fonti di attrattiva siano soprattutto la varietà degli alberi da frutto piantati e la bellezza dei fiori spontanei.